# 기적 (奇跡)
《기적 (奇跡)》은 대한민국의 남성 음악 그룹 골든차일드의 EP이다. 2018년 1월 29일에 발매되었다.

## 트랙리스트
| #  | 제목                | 작사                                      | 작곡                      | 편곡                         | 재생 시간 |
| -- | ------------------- | ----------------------------------------- | ------------------------- | ---------------------------- | --------- |
| 1. | 〈奇跡 (기적)〉     |                                           | SWEETUNE                  | SWEETUNE                     | 0:58      |
| 2. | 〈너라고 (It's U)〉 | SWEETUNE, 이장준, TAG                     | SWEETUNE                  | SWEETUNE                     | 3:03      |
| 3. | 〈LADY〉            | SWEETUNE, 이장준, TAG                     | SWEETUNE                  | SWEETUNE                     | 3:13      |
| 4. | 〈Crush〉           | Keienwai, 이장준, TAG                     | FRANTS, Daniel Kim        | FRANTS                       | 3:30      |
| 5. | 〈모든 날〉         | 예아나이스, Ferdy, JayJay, 이장준, TAG    | 예아나이스, Ferdy, JayJay | 예아나이스, Ferdy, JayJay    | 3:37      |
| 6. | 〈I'm Falling〉     | Razer(Strike), revel(Strike), 이장준, TAG | Razer(Strike)             | Razer(Strike), Takey(Strike) | 3:12      |

## 평가
《아이돌로지》의 미묘 편집장은 "‘록을 통해 드러내는 청춘’으로 보인다. 화사함과 화려함, 청량함을 담아내는 방식으로서의 록이 흥미롭다."며 평가하였다. 이어 필진 조성민은 "러블리즈를 더 닮은 앨범이다. 일관성의 방향이 청순계 걸그룹을 향하고 있다는 점이 의외인, 조금 신기하면서도 의심스러운 미니앨범."이라며 평가하였으며 필진 오요는 "인피니트를 여러면에서 연상시키는 앨범이다. 다만 트랙의 수행에 있어 다소 들쑥날쑥한 모습을 보여준다."며 평가하였다.

## 차트 성적
음반 부문에서는 가온 앨범 차트 주간 3위, 월간 9위를 기록하였다.

## 크레딧
- Executive Producer : 이중엽
- Producer : 이중엽

- A&R : 위선정, 양희주
- Recording Engineer : 홍승현 (@SWEETUNE), 박은정(@WOOLLIM STUDIO)
- Mixing Engineer : 홍승현 (@SWEETUNE), 고현정 (@koko)
- Sound Studio : 정진 (@J's Attelier), 조준성 (@CUBE Studio)
- Mastering Studio : 권남우 (@821 Sound Mastering)

- Artist Management : 이영준, 이훈석, 이용환, 박홍신, 하학수, 김주성, 황정웅, 최우진, 김수영
- Marketing Director : 이지영
- Accounting Director : 이지영
- Accounting : 조혜림, 이아름, 원지영, 유지수, 최은지
- Overseas Business : 김진하
- Fan Marketing : 이소연, 곽윤아, 김지은
- Artist Development : 최민희, 정호영, 김혜성
- Choreographer : 김동민 (@ADDM), 안태성, 진재원

- Creative Director : 김지홍
- Design & Art : 조영선, 채민비, 황수지
- Video Contents : 김호곤, 남우상, 김미리, 진수정
- Stylist : 윤은영, 김찬희
- Artist Hair : 채채, 택호 (@JOY187)
- Artist Make-up : 영화, 현경 (@JOY187)
- Music Video : 유성균 (@Sunny Visual)
- Photographer - Blue ver. : 김지홍 (@Woollim)
- Photographer - Green ver. : 유영준 (@VOTT), 고운 (@Coaa Agency)

- Executive Supervisor : 이지영